# ISO 3166-2:TT
ISO 3166-2:TT è uno standard ISO che definisce i codici geografici di Trinidad e Tobago ed è un sottogruppo del codice ISO 3166-2.
Tali codici sono stati assegnati alle nove regioni, i tre borghi, le due città e la regione autonoma di Tobago e sono formati dalla sigla TT-, seguita da tre lettere.

## Codici attuali
I nomi delle suddivisioni sono elencati come nello standard ISO 3166-2 pubblicato dalla ISO 3166 Maintenance Agency (ISO 3166/MA).
| Codice | Nome suddivisione       | Categoria suddivisione |
| ------ | ----------------------- | ---------------------- |
| TT-ARI | Arima                   | borgo                  |
| TT-CHA | Chaguanas               | borgo                  |
| TT-PTF | Point Fortin            | borgo                  |
| TT-POS | Port of Spain           | città                  |
| TT-SFO | San Fernando            | città                  |
| TT-CTT | Couva-Tabaquite-Talparo | regione                |
| TT-DMN | Diego Martin            | regione                |
| TT-PED | Penal-Debe              | regione                |
| TT-MRC | Rio Claro-Mayaro        | regione                |
| TT-PRT | Princes Town            | regione                |
| TT-SJL | San Juan-Laventille     | regione                |
| TT-SGE | Sangre Grande           | regione                |
| TT-SIP | Siparia                 | regione                |
| TT-TUP | Tunapuna-Piarco         | regione                |
| TT-TOB | Tobago                  | regione autonoma       |

## Modifiche
Le seguenti modifiche al sottogruppo sono elencati nel catalogo online della ISO:
| Data della modifica | Breve descrizione della modifica (it) |
| ------------------- | --- |
| 2015-11-27          | Eliminazione delle regioni TT-ETO, TT-RCM, TT-WTO; aggiunta della regione TT-MRC; aggiunta della regione autonoma TT-TOB; aggiornate le fonti della lista |